# KGK
KGK — венгерский единый пулемёт. Разработан в 1960-е годы на основе станкового пулемёта СГМ. Разработкой руководил Йожеф Кухер (Kucher József).

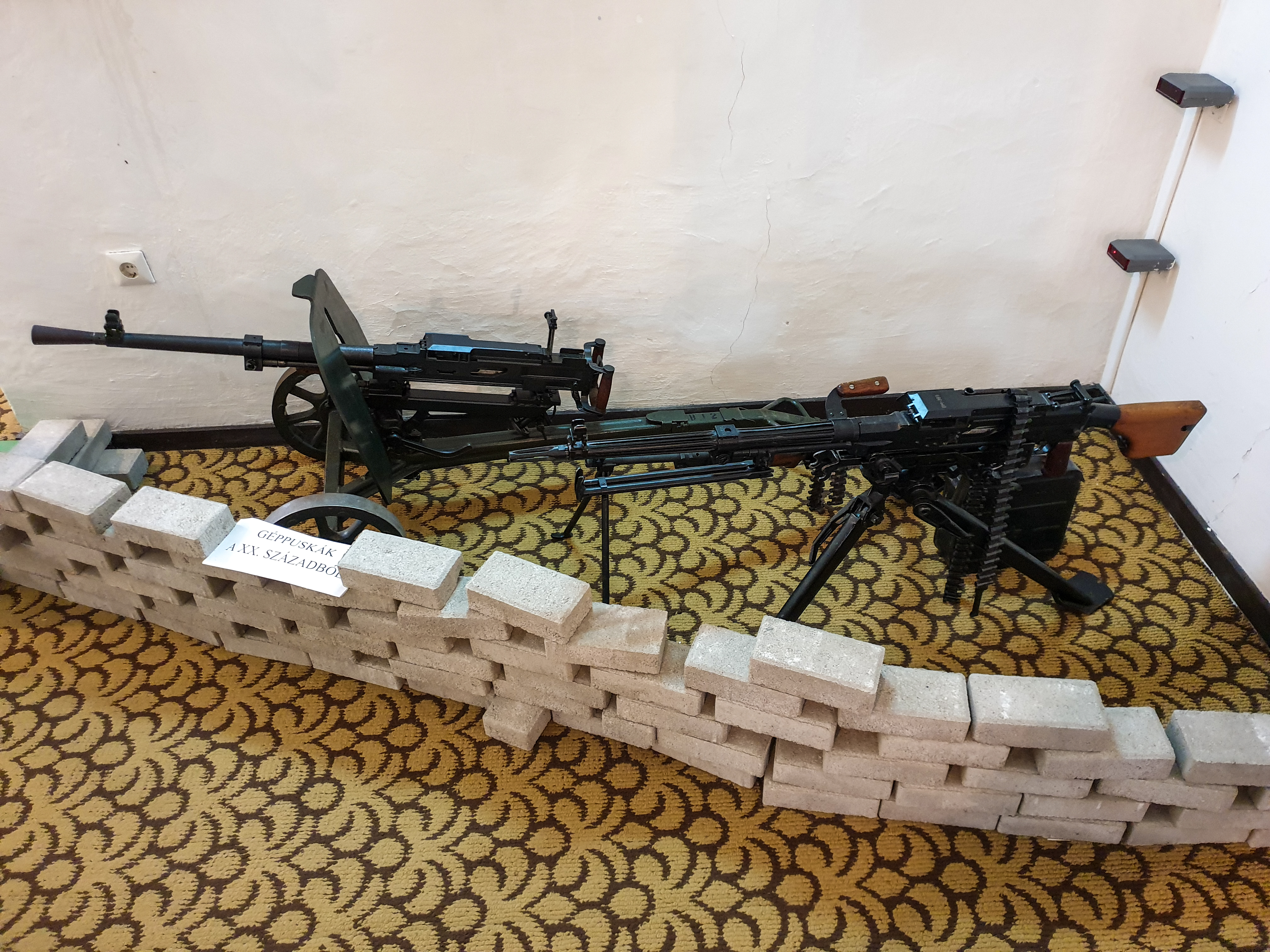
KGK и СГ-43 рядом в венгерском музее

Имеет автоматику, основанную на отводе пороховых газов, и запирание ствола перекосом затвора. Питание осуществляется патронами 7,62×54 мм R из нерассыпных лент, как у ПК/СГМ/Пулемёта Максима обр. 1910. К газоотводной трубке под стволом крепится складная двуногая сошка. У пулемёта имеется треножный станок, имеющий адаптер для зенитной стрельбы. Было изготовлено менее 1000 пулемётов до принятия советского ПК на вооружение венгерской народной армии (Magyar Néphadsereg).